# Малая Сандата
Малая Сандата — река в России, протекает по Ростовской области. Устье реки находится в 12 км по правому берегу реки Большой Сандаты. Длина реки — 11 км, площадь водосборного бассейна — 76,6 км².

## Данные водного реестра
По данным государственного водного реестра России относится к Донскому бассейновому округу, водохозяйственный участок реки — Егорлык от Новотроицкого гидроузла и до устья, речной подбассейн реки — бассейн притоков Дона ниже впадения Северского Донца. Речной бассейн реки — Дон (российская часть бассейна).
Код объекта в государственном водном реестре — 05010500612107000017215.